# Борденій-Міч
Борденій-Міч (рум. Bordenii Mici) — село у повіті Прахова в Румунії. Входить до складу комуни Скорцень.
Село розташоване на відстані 73 км на північ від Бухареста, 19 км на північний захід від Плоєшті, 67 км на південь від Брашова.

## Населення
За даними перепису населення 2002 року у селі проживали 575 осіб, з них 574 особи (99,8%) румунів. Усі жителі села рідною мовою назвали румунську.